# جسی اچ. متکلف
جسی اچ. متکلف (به انگلیسی: Jesse H. Metcalf) سناتور سابق عضو حزب جمهوری‌خواه ایالات متحده آمریکا بود. وی در سال ۱۹۲۴ تا ۱۹۳۷ میلادی سناتور ایالت رود آیلند در سنای ایالات متحده آمریکا بود.